# Focus Group Holdings
Die Focus Group Holdings Limited, kurz Focus Group (chinesisch 映藝集團控股有限公司 / 映艺集团控股有限公司, Pinyin Yìngyì Jítuán Kònggǔ Yǒuxiàn Gōngsī, Jyutping Jing2ngai6 Zaap3tyun4 Hung3gu2 Jau2haan6 Gung1si1), ist ein Medienunternehmen mit Sitz in Hongkong, das von dem Schauspieler und Sänger Andy Lau gegründet wurde.

## Geschichte
Unter dem heutigen Namen besteht die Holding seit 2003 / 2004, hat aber direkte Vorläufer, deren Wirken sich bis Anfang der 1990er Jahre zurückverfolgen lässt. Beispielsweise produzierte die Vorgängergesellschaft Teamwork Motion Pictures (天幕製作) 1994 den Film „Heaven and Earth“ von David Lai. Dabei blieben 40.000 Fuß Filmrollen zurück, die 1996 als abgelaufener Rest an den Regisseur Fruit Chan weitergereicht wurden. Nachdem Chan weiteres abgelaufenes Filmmaterial zusammengetragen hatte, um damit Made In Hong Kong (1997) zu drehen, übernahm Andy Laus Gesellschaft die Produktion des Low-Budget-Films, dessen Gesamtbudget bei 500.000 HKD bzw. umgerechnet 64.000 USD lag. Ein anderes der insgesamt 16 von Teamwork Motion Pictures produzierten Werke ist der Actionfilm Fulltime Killer der Regisseure Johnnie To und Wai Ka-Fai.
Im Jahr 2001 hatte die Gesellschaft einen kolportierten Schuldenstand von 40 Mio. HKD, weshalb Lau TeamWork Motion Pictures schloss, um umgehend unter Beteiligung des Unternehmers Clement Mak die nahezu gleich firmierende Produktionsgesellschaft TeamWork Group zu eröffnen. Die Zusammenarbeit dauerte jedoch nur ein Jahr. Ein intensiver Rechtsstreit mit verschiedenen Klagen zwischen Lau, Mak und dem Medienunternehmen CCT Telecom als drittem Teilnehmer führte zum Ende der Zusammenarbeit und von Teamwork.
Nachdem diese Streitigkeiten beigelegt waren, erfolgte im Jahr 2004 die Umbenennung in Focus Group Holdings, um einen neuen Start zu ermöglichen. Lediglich drei Jahre später veräußerte Lau seine Gesellschaft für kolportierte 150 Mio. HKD an den Medienmagnaten Peter Lam (林建岳) vom Media Asia Group.
Zu den ersten produzierten Werken gehört der 2004 von Feng Xiaogang gedrehte Spielfilm A World Without Thieves mit Andy Lau in einer der beiden Hauptrollen. Wie schon Ende der 1990er Jahre mit der Vorgängergesellschaft produzierte die Focus Group auch Filme, die auf Filmfestivals reüssierten, darunter der Spielfilm  Tao Jie – Ein einfaches Leben (2011) von Ann Hui.
Im Jahr 2018 wurde zusätzlich zu den diversen Spielfilmen mit The Trading Floor – mit Yu Nan – China, Francis Ng – Hongkong, und Joseph Chang – Taiwan, in den Hauptrollen – erstmals eine Serie produziert. Die Focus Group ist dabei einer von drei Koproduzenten, die beiden anderen sind Fox Networks Group und Tencent Pictures.

## Erfolge
Trotz der vergleichsweise bescheidenen Produktionsbedingungen (Laienschauspieler, niedriges Budget, abgelaufene Filmrollen) wurde Made In Hong Kong ein Publikums- wie auch Kritikererfolg. So wurde er u. a. im Jahr 1998 beim Hong Kong Film Award ausgezeichnet.
Später sammelte u. a. Tao Jie – Ein einfaches Leben vielfach Auszeichnungen und Nominierungen ein, darunter beispielsweise bei den Internationalen Filmfestspielen von Venedig 2011, den 48. Golden Horse Awards, dem 33. Durban International Film Festival, dem 31. Hong Kong Film Award, dem 15. Tallinn Black Nights Film Festival und dem 6. Asian Film Award.

## Gesellschaften
Die Focus Group fungiert als Holdinggesellschaft für eine Reihe von Unternehmen, die auf verschiedene Bereiche spezialisiert sind. Im Kern wird alles abgedeckt, was im weiteren Sinn mit der Produktion von Filmen und angrenzenden Gebieten zu tun, dazu kommt u. a. noch ein Musiklabel.

### Focus
- Focus Entertainment – Anbieter und Produzent von Live-Entertainment
- Focus Films – Filmproduktionsgesellschaft
- Focus Licensing – Markenmanagement und Lizenzgeschäfte
- Focus Music Limited – Plattenfirma (zuvor Ever Song Limited)
- Focus Television Production – Produktionsgesellschaft für TV-Programme
- Focus Theatre – Darstellende Künste

### Topman
- Topman Holdings Limited – Wahrnehmung der Rechte am geistigen Eigentum, Management diverser Websites der Gruppe
- Topman Global Limited – Künstlermanagement

### Sonstige
- Andy World Club – Organisation der Fanaktivität rund um Andy Lau
- Andox – Inhaber der IP-Rechte an „Andox“ und „Box“
- Infinitus Entertainment – Filmproduktionsgesellschaft

## Filmografie (Auswahl)

### Teamwork Motion Pictures
- 1991: Saviour of the Soul (９１神雕俠侶)
- 1992: Gameboy Kids (機Boy小子之真假威龍)
- 1993: Women on the Run (赤裸狂奔)
- 1997: Made In Hong Kong (香港製造)
- 1998: The Longest Summer (去年煙花特別多)
- 2000: A Fighter's Blues (阿虎)
- 2001: Fulltime Killer (全職殺手)

### Focus Films
- 2004: A World Without Thieves (天下無賊)
- 2005: The Shoe Fairy (人魚朵朵)
- 2006: Brothers (兄弟)
- 2006: My Mother is a Belly Dancer (師奶唔易做) (2006)
- 2011: What Women Want (我知女人心)
- 2012: Tao Jie – Ein einfaches Leben (桃姐)
- 2013: Firestorm (風暴)
- 2014: My Voice, My Life (爭氣)
- 2015: Our Times (我的少女時代)
- 2016: The Bodyguard (特工爺爺)

### Infinitus Entertainment
- 2016: From Vegas to Macau III (賭城風雲III)
- 2016: Mission Milano (偷天特務)
- 2017: Chasing the Dragon (追龍)
- 2017: The Adventurers (俠盜聯盟)